# Championnat d'Israël de football 1962-1963
Navigation
Championnat d'Israël 1961-1962 Championnat d'Israël 1963-1964
Le Championnat d'Israël de football 1962-1963 est la 12e édition de ce championnat.

## Classement[1]
| Rang | Équipe               | Pts | J  | G  | N | P  | Bp | Bc | Diff |
| ---- | -------------------- | --- | -- | -- | - | -- | -- | -- | ---- |
| 1    | Hapoël Petah-Tikvah  | 32  | 22 | 13 | 6 | 3  | 38 | 17 | +21  |
| 2    | Hapoël Tel-Aviv      | 27  | 22 | 9  | 9 | 4  | 31 | 16 | +15  |
| 3    | Maccabi Jaffa        | 24  | 22 | 10 | 4 | 8  | 35 | 24 | +11  |
| 4    | Shimshon Tel-Aviv    | 24  | 22 | 9  | 6 | 7  | 32 | 33 | -1   |
| 5    | Bnei Yehoudah        | 22  | 22 | 9  | 4 | 9  | 30 | 33 | -3   |
| 6    | Hapoël Jérusalem FC  | 21  | 22 | 9  | 3 | 10 | 21 | 24 | -3   |
| 7    | Maccabi Tel-Aviv     | 21  | 22 | 7  | 7 | 8  | 22 | 26 | -4   |
| 8    | Hapoël Tiberias      | 20  | 22 | 8  | 4 | 10 | 26 | 29 | -3   |
| 9    | Maccabi Haïfa        | 19  | 22 | 7  | 5 | 10 | 36 | 41 | -5   |
| 10   | Hakoah Ramat Gan     | 18  | 22 | 5  | 8 | 9  | 20 | 31 | -11  |
| 11   | Hapoël Haïfa         | 17  | 22 | 6  | 5 | 11 | 20 | 26 | -6   |
| 12   | Maccabi Petah-Tikvah | 17  | 22 | 6  | 5 | 11 | 19 | 30 | -11  |

|  | Champion |
|  | Relégué  |

## Bilan de la saison
| Tableau d'Honneur                |                     |
| Compétition                      | Vainqueur           |
| Championnat d'Israël de football | Hapoël Petah-Tikvah |
| Coupe d'Israël de football       | Hapoël Haïfa        |

| Promotions et relégations |                                                |
| Relégués en Liga Leumit   | aucun                                          |
| Promus en Ligat ha'Al     | Hapoël Ramat-Gan Maccabi Sha'arayim Hapoël Lod |